# Male Žablje
Male Žablje so naselje v Občini Ajdovščina.
Vas leži na južnem podnožju Vipavskega Križa in se razprostira po rahlo valovitem terenu.
Kraj se kot Crotenvlwen prvič omenja okrog leta 1200. Sledijo zapisi imena  kot Zablach (28. aprila 1343), Sablan (5. maja 1391), Parva Sabla, Mala Sabla (18. stoletje), do današnjih Malih Žabelj.
Vas tvorijo zaselki Podhum, Makovči, Brataševci, Strnovše, Bitna (Kravosi) in Janeži.
V vasi živi 337 ljudi. Okoli leta 1900 je bilo v vasi 83 hiš s kar 563 prebivalci.
Maložabeljci so si s svojim načinom saditve koruze pridobili zbadljivi naziv klinčkarji. Za razliko od ostalih vasi, kjer se je koruzo sejalo, so jo Maložabeljci sadili z lesenimi klini in to zrno po zrno.
Znani vaščani:
Pravdoje (Justus) Belija (Belia) , gozdarski strokovnjak, * 2. november 1853, Male Žablje, Slovenija,  †15. julij 1923, Rab, otok Rab, Hrvaška.
Rudi Rustja, slovenski gasilec, krajevni zgodovinar, * 8. oktober 1924, Male Žablje, Slovenija, † 16. julij 2012, Male Žablje, Slovenija.

## Zgodovina
Današnje Male Žablje se v srednjeveških virih omenjajo kot vas Chrotenhulben, ki je bila v posesti Goriških grofov, ki so jo dajali v fevd Rihemberškim gospodom med leti 1250 in 1371. Med habsburško vladavino je bil kraj delček (enklava) občine Heiligenkreuz, (Sveti Križ), v grofiji Gorica in Gradišča (sprva del Kraljevine Ilirije in nato od leta 1849 avstrijske obale). Poznali so ga po slovenskih Male Žablje, po nemških Kleine Sablie.
Leta 1920, po prvi svetovni vojni in Rapalski pogodbi, je bilo mesto tako kot preostala regija priključeno Kraljevini Italiji. Njegov toponim je bil poitalijančen v Sable piccolo . Leta 1923 je bil kraj skupaj z občino Santa Croce (ki je medtem postala Santa Croce di Aidussina) vključen v Furlanijo, nato pa je leta 1927 prešel v ponovno ustanovljeno Goriško pokrajino.
Leta 1947, po drugi svetovni vojni in pariških pogodbah, je celotno območje pripadlo Jugoslaviji. Od leta 1991 je del Slovenije.